# Windows Phone 8
是美国微软公司推出的第二代Windows Phone行動作業系統，于2012年10月29日上市。Windows Phone 8采用与Windows 8相同的NT内核。系统于2012年6月20日发布预览版，并于2012年9月14日交付给制造商。

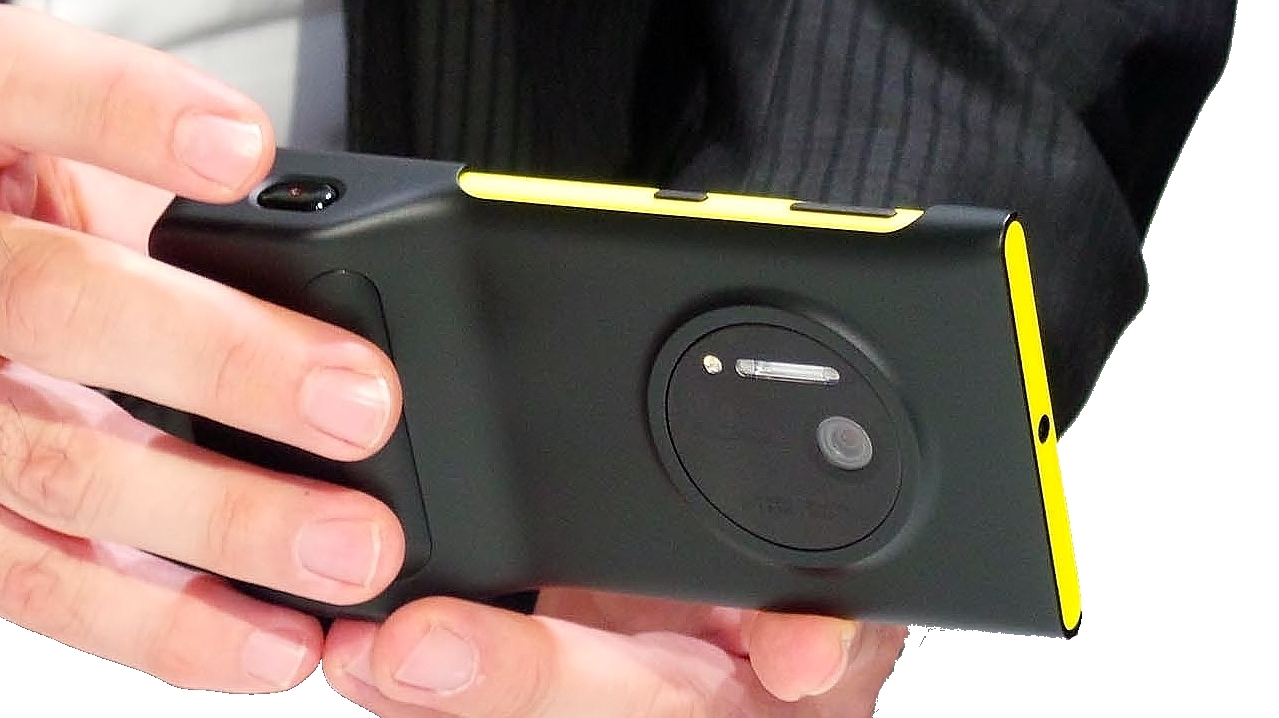
以Windows Phone 8为操作系统的Nokia Lumia 1020。

第一批采用Windows Phone 8的设备由诺基亚、华为、三星及HTC所发布。所有设备均会采用高通公司的系统单芯片。不过由于内核变更，现有的Windows Phone 7.X设备将不能运行或者升级至Windows Phone 8；Windows Phone 8几乎兼容所有Windows Phone 7.5的应用程序，但Windows Phone 8的所有原生程序无法在Windows Phone 7.X上运行，属于单向兼容。

## 历史
2012年6月20日，微软披露了Windows Phone 8。Windows Phone 8是第二代Windows Phone移动操作系统，并计划于2012年10月正式发布。Windows Phone 8放弃了之前版本所采用的基于Windows CE的架构，而转而采用基于Windows NT内核的架构。新的架构与Windows 8分享很多组成元素，令应用程序很容易在两个平台之间移植。不过由于内核变更，Windows Phone 8将不支持目前所有的Windows Phone 7.5系统手机升级，而微软也为现在的Windows Phone 7.5手机提供了一个Windows Phone 7.8系统，其配备了Windows Phone 8的新界面等全新功能。

## 更新
General Distribution Release 1, GDR1  (被稱為Portico)
- 更高效的藍芽連接。
- 鎖定時保持WIFI連線，並根據WIFI連接歷史優先選擇連線。
- 訊息功能改善：包括能同時發送訊息給數個收信者、未發送的訊息內容會自動保存、可編輯之前收到的訊息並進行轉寄。
- 可以設定在無法接聽電話的情況下發送簡訊告知。
- Internet Explorer的改進
- 其它功能改進：包括修正一些手機會自動重開機的問題。

General Distribution Release 2, GDR2
- Xbox Music：現在可以輕鬆選取、下載和釘選音樂。此外，音樂愛好者還可以看到更準確的中繼資料（例如歌曲和專輯資訊）。
- 新增FM收音機功能：直接從音樂+視訊中心收聽廣播（並非所有電話上都可使用）。
- Data Sense：使用Data Sense來掌握電話的資料使用量。您可以根據通話方案來設定限制，或只追蹤資料使用量最大的應用程式(並非所有手機都可獲得這功能)。
- Skype，Lync和Skype之類的VoIP應用程式現在已經改進穩定性和效能。
- Internet Explorer：改進的HTML 5相容性讓瀏覽網頁的體驗比以往更流暢。
- 相機：提高相機效能、設定您喜愛的相機應用程式，這樣它就會在您按下相機功能鍵時自動開啟（並非所有電話上都可使用）。
- 支持CardDAV：現在將可與Google服務同步。
- 稍微解決儲存空間的問題。
- 修復藍芽效能。
- 其他功能改進：電池效能改進、電話穩定性。

General Distribution Release 3, GDR3  (Update 3)
- 支援更大和更高解像度的屏幕。
- 支援6排小型動態磚 (僅限1080P以上大螢幕機型，已在windows phone 8.1解除限制)。
- 支援新的CPU技術。
- 在多任務視窗中(長按←)，將可按程式右上角的X直接關閉程式。
- 可針對簡訊、電子郵件、語音郵件和提醒設置使用者自己的鈴聲(自定義鈴聲)。
- 螢幕旋轉鎖定。
- 駕駛模式：開啟後，若有電話打進來，可自動回覆"嘿!我正在開車~稍後會回覆您"(自定義)，也可在藍芽連結到車上的其他裝置時起動駕駛模式。
- 當手機恢復原廠設定後，第一次起動可使用WIFI恢復原本的設定。
- 可將通知顯示在掃視畫面中，且夜間模式可依喜好選擇顯示顏色(紅、綠、藍)。
- 更強大的儲存空間管理功能。
- 更好的Wifi設定。
- 更佳的藍牙功能表現：支持藍芽4.0LE。
- 其它效能改進：電池效能改進。

## 系统介绍
Windows Phone 8采用与Windows 8相同的NT内核，这就意味着Windows Phone 8将可能兼容Windows 8上的应用，开发者仅需很少改动就能让应用在两个平台上运行。

### 硬件提升
Windows Phone 8系统相对于前代产品在硬件上获得了较大的提升，处理器方面它将支持双核或多核处理器，最多支持 64 核心，而Windows Phone 7.5只支持单核处理器。诺基亚 Lumia 920和诺基亚 Lumia 820支持无线充电功能。Windows Phone 8支持三种分辨率：800 × 480（15:9）、1280 × 720（16:9）和1280 × 768（15:9）、1920 ×1080 (16:9)，支持1080p、720p、WXGA屏幕。Windows Phone 8也支持MicroSD卡扩展，用户可以将拍摄的照片和下载的音乐等储存在数据卡上。同时所有Windows Phone 7.5的应用全部兼容Windows Phone 8。

### 应用商店
Windows Phone 8 拥有超过30万个应用，并且数量还在增加中。最重要的是，每一款应用都经过微软公司的测试和鉴定，不存在Android平台上的应用安全风险，可以放心下载。另外，与iPhone或者Android系统不同的是，Windows Phone 的大部分付费应用大多可以在购买前试用。目前来看，已经有不少开发者正向Windows phone 8平台迁移，从11月份Windows Phone 8发布仅仅不到一个月时间，商店中应用数量已经增长了2万多，共有46款排名在前50的IOS和Android流行应用被同样移植到了WP8平台。

### 实时更新
动态应用是 Windows phone 8独有的功能，无论是Android还是IOS，应用最新动态、消息只能点击进去收看，但Windows phone 8不需要点击进入应用程序，就能在开始屏幕上非常直观的看到动态的信息及资讯，非常方便。动态应用程序把你想了解的信息一目了然地展示在开始界面上，例如当天的团宝网优惠、国航航班信息或者新浪新闻热点等等，因此，你就无需再动手搜索那些重要信息了。动态应用支持用户定制属于自己的应用界面，对于经常使用的应用，可通过屏幕直接获取信息，方便快捷，解决了以往应用孤岛和信息获取效率低的难题。

### 处理速度
Windows Phone 8 支持多核处理器，这就让搭载 Windows Phone 8 的设备能够获得更好的运行效果。

### 动态界面
动态磁贴是 Windows Phone 的心脏和灵魂，也是其他手机不具备的特征。用户可以在开始屏幕自定义排列应用程序、音乐、游戏、照片和其他内容的图标磁贴，动态磁贴提供有三种尺寸和20种颜色，包括深蓝色、红色和灰色等等，这意味着用户可以让Windows Phone屏幕变得十分个性化。

### 强大的办公
有些手机只能提供文件浏览器，而Windows Phone 8提供出色的办公体验，这得益于Windows phone 8唯一内置 OfficeMobile，能够实时查看、编辑并与任何人分享Word、Excel及PowerPoint文件和OneNote笔记。无论在哪里，Windows Phone 上的 Office 能将你的文件自动备份至 Microsoft OneDrive 云端，所以无论你在手机、笔记本还是平板电脑上工作，都可以读取最新状态的文档，实现动态的任务迁移。这一功能将显著提升商户用户的办公效率，实现无缝办公，带来一致性的跨平台体验，尤其是在BYOD的趋势下，Windows phone 8这一Office中心和Microsoft OneDrive的组合，将成为移动化的生产力工具。

### 系统体验
WP8系统在使用上还是强调了简洁为主，系统菜单并没有太多级，能快速地找到相关设置选项，经过了不断发展，WP8系统内部加入了很多新的功能，比如儿童园地、NFC功能等等，此外在所有WP8机型中也都加入了微软自家的Microsoft OneDrive云服务，可将手机中的资料上传备份到云端。
随着智能手机的应用的不断地广泛发展，智能手机可用的功能越来越多，在WP8系统中，也加入了例如音频输出模式，就是当手机接入底座时会使用外置扬声器。
在早期的WP7版本中，并没有WLAN热点功能，而随着WP系统的不断进步，在WP7.5乃至最新的WP8上，WLAN热点这一非常实用的功能加入了，利用手机自身的网络将它共享给其它设备连接网络使用，这一功能在智能手机上已经是必备的一项。
从WP8系统中我们不难发现，原来很多需要第三方软件实现的功能，已经通过部分手机厂商合作伙伴内置进了新的系统中，比如来电黑名单功能，在WP8中的呼叫阻止器便能实现该功能，你可以直接从联系人中添加或是直接输入号码，同时被阻止的来电也能够查看到通话记录。
微软Microsoft OneDrive云服务允许用户上传资料备份，例如短信、照片和一些手机中的设置，保证了最实用的功能能够完美发挥作用，另外在其它很小的细节功能方面，WP8也相对WP7有了很多进步，比如调整字体大小、高对比度和屏幕放大等等。

### 强大的人脉
使用 Windows Phone 可以轻松地与您所关心的人保持联系。只需点按几下，即可开始对话（手机、短信、IM、电子邮件）、查看您的新浪微博信息提要、创建联系人群组，等等....使用房间，您可以与其他房间成员共享日历、笔记、照片以及进行群组聊天，与所有人保持联系。
除通讯簿以外，人脉中心还提供您朋友在社交网络上发布的最新内容和照片（并允许您加入会话）。

### 浏览器等改进
Windows Phone 8内置的浏览器升级到了IE10移动版。相比Windows Phone 7.5时代，JavaScript性能提升四倍，HTML 5性能提升2倍。Windows Phone 8取消Zune桌面客户端，取而代之的是Windows Phone桌面同步应用，微软表示未来Zune音乐将以Xbox Music的形式很快在Windows 8、Windows Phone手机平台、Xbox上推出。微软已发布了针对传统桌面下的最新同步工具，名字也叫做：Windows Phone。条件：PC运行Windows 7，Windows 8操作系统，只支持Windows Phone 8设备。

### 易于游戏移植
换上新内核的Windows Phone 8开始向所有开发者开放原生代码（C 和 C++），应用的性能将得到提升，游戏更是基于 DirectX，方便移植。由于采用Windows 8内核，Windows Phone 8手机将可以支持更多Windows 8上的应用，而软件开发者只需要对这些软件做一些小的调整。除此以外，Windows Phone 8首次支持ARM构架下的Direct3D硬件加速，同时由于基于相同的核心机制，因此Windows 8平台向Windows Phone 8平台移植程序将成为一件轻松的事情。

### 支持NFC技术
Windows Phone 8将支持NFC移动传输技术，这项功能在之前 Windows Phone 7 时代是没有的。而通过NFC技术，Windows Phone 8 可以更好的在移动电话、笔记本、平板之间将实现互操作，共享资源变得更加简单。

### 实现移动支付等功能
由于NFC技术的引进，电子钱包也出现在 Windows Phone 8 中了，支持信用卡，还有会员卡等等东西，也支持NFC接触支付。微软称之为“最完整的移动钱包体验”。同时微软为Windows Phone 8开发了程序内购买服务，也可以通过移动钱包来支付。

### 内置诺基亚地图
Windows Phone 8用诺基亚地图来替代Bing地图，地图数据将由NAVTEQ提供，微软Windows Phone 8内置的地图服务全部具备3D导航与硬件加速功能。同时，所有机型都将内置原来诺基亚独占的语音导航功能，而诺基亚的Windows Phone 8移动电话地图支持离线查看、Turn By Turn导航等功能。诺基亚与微软的合作正在逐步加深。

### 商务与企业功能
由于 Windows Phone 7.5 对于商业的支持不够全面，因此在 Windows Phone 8 时代移动商业这方面将大幅改进，Windows Phone 8将支持BitLocker加密、安全启动、LOB应用程序部署、设备管理，以及移动Office办公等。

### 新的待机界面
Windows Phone 8 拥有了新的动态磁贴界面，磁贴可以分为大中小三种，并且每一小方块的颜色可以自定义。需要注意的是，按住瓷片原来只可以调整位置或者删除，而Windows Phone 8 中可以通过右下角的剪头调整瓷片大小，甚至可以横向拉宽到整个屏幕。同时 Windows Phone 8 上实时的地图导航可以在主界面的磁贴块中直接显示。

### 支持MicroSD卡
Windows Phone 8手机支持SD卡扩展，但不能将应用程序安装在SD卡中(但是在最新的Windows Phone 8.1作業系統中,已經實裝此功能)。

### 儿童乐园功能
新的Windows Phone 8支持Kid's Corner（儿童乐园）功能，也就是通常说的家长控制。通过Kid's Corner，家长可以限定自己的孩子可以接触到的游戏、音乐、应用，避免小孩弄乱手机中的重要数据，同时也可以让孩子远离移动电话中的不良内容。

### Data Sense实现流量节省
北京时间10月30日凌晨1点，微软于美国旧金山召开发布会，微软在发布会上介绍了Data Sense这款应用。Data Sense可以压缩Windows Phone 8应用以及网页浏览数据，减少流量消耗。微软称，根据实际测试，在相同的流量下，使用Data Sense的Windows Phone 8手机可以多浏览45%的网页内容。

### 支持动态应用
Windows Phone 8会增加动态应用（Live App）的支持。动态应用可以集成于其他的应用程序中。同时，动态应用还可以植入Windows Phone的锁屏界面，将应用推送的信息显示在锁屏界面上，让手机变得更加人性化。

## 硬件
微软对采用Windows Phone 8的设备列出了一系列硬件要求。这些要求包括：
| Windows Phone 8设备最低硬件要求                                                                                            |
| --- |
| CPU 支持双核高通Snapdragon S4 Plus处理器，支持高通：MSM8960双核处理器等                                                    |
| GPU 要求拥有渲染DirectX 10的GPU、仅支持高通adreno225显示芯片；DirectX图像硬件支持，包括通过可编程GPU对Direct3D进行硬件加速 |
| 512MB RAM（WVGA分辨率设备）；1GB RAM（720p及WXGA分辨率设备）                                                               |
| 4GB内部储存空间 |
| GPS及A-GNSS |
| micro-USB 2.0 |
| 3.5毫米立体声耳机接口，支持三键控制                                                                                        |
| 后置AF镜头，包括LED或氙气闪光灯                                                                                            |
| 加速度、亲近度及环境光传感器，振动马达                                                                                     |
| 802.11b/g无线网络及蓝牙 |
| 多点触摸控制屏幕，最少同时支持四点                                                                                         |

## 设备列表
参见Windows Phone 8裝置列表